# Tombés du camion
Pour plus de détails, voir Fiche technique et Distribution.
Tombés du camion est une comédie dramatique française réalisée par Philippe Pollet-Villard et sortie en 2024,.

## Synopsis
Stan, marin-pêcheur, fait une manœuvre hasardeuse pour éviter que ses filets soient détruits par un bateau-promenade. Malheureusement, à la suite de cette tentative, il casse son chalutier, que l'assureur refuse de lui rembourser, arguant qu'il a enfreint plusieurs règles du code de la navigation (dépassement de la vitesse, navigation hors de la zône de pêche, etc.) ; il accepte uniquement de lui rembourser le remorquage jusqu'au chantier naval où, s'il y reste, la « pension » lui coûtera 500 euros par jour ; il le fait donc « livrer » dans son jardin — au grand dam de Françoise, sa femme — où il compte le réparer dès qu'il en aura les moyens.
Pour ce faire, il se laisse entraîner par Robert, un ancien collègue recyclé dans l'escroquerie ; et s'embarque dans une sombre histoire de racket, consistant à se faire passer — avec Robert et Richard, un ami de ce dernier — pour des policiers et à terroriser les chauffeurs de camions en transit, à qui ils font accroire qu'ils vont devoir rester en France, voire faire de la prison, pour des infractions qu'ils auraient commises, espérant que ceux-ci leur proposent une partie du chargement afin qu'ils ferment les yeux. Tout se passe à peu près bien, jusqu'au jour où, dans un carton « saisi », censé ne contenir que des bouilloires, ils y trouvent également... un enfant de 10 ans, Bahman, visiblement migrant.

## Fiche technique
Sauf indication contraire, les informations mentionnées dans cette section peuvent être confirmées par les bases de données cinématographiques IMDb et Allociné,  présentes dans la section « Liens externes ».
- Titre original : Tombés du camion
- Réalisation : Philippe Pollet-Villard
- Scénario : Philippe Pollet-Villard, Thibault Valetoux et Allan Mauduit
- Musique : Bjorn Eriksson
- Décors : Sébastien Gondek
- Costumes : Sonia Philouze
- Photographie : Philippe Piffeteau - AFC
- Son : Thomas Pietrucci, Marion Papinot, Claire Cahu et Julie Tribout
- Montage : Mado Tareli
- Production : Fabrice Goldstein, Antoine Rein et Antoine Gandaubert
- Sociétés de production : Karé Productions, Panache Productions, Anga Productions et La Cie Cinématographique
- Société de distribution : Zinc Film et Other Angle Pictures
- Budget : 3,2 millions d'euros
- Pays de production :  France
- Langue originale : français
- Format : couleur
- Genre : comédie dramatique
- Durée : 89 minutes
- Dates de sortie :
  - France : 
    - 18 janvier 2024 (L'Alpe d'Huez)
    - 28 février 2024 (en salles)

## Distribution
- Patrick Timsit : Stan Warliss
- Valérie Bonneton : Françoise Warliss
- Saaden Sada Balius : Bahman
- Sébastien Chassagne : Fabien Warliss
- Jules Garreau : Luc Warliss
- Karim Barras : Robert, ex-collègue devenu escroc
- Boutique Fabrice: Alec camionneur Roumain
- Mélanie Doutey : Nicole, prostituée, amie de Robert
- Samir Guesmi : Richard, ami de Robert
- Serge Riaboukine : Boyer, ancien patron de Stan
- François Neycken : Bob Delinck
- Jean-Benoît Ugeux : Maxence, camionneur belge employé de Bob
- Alain Bellot : Dirk, camionneur belge employé de Bob
- Cerise Péroua : Denise
- Élisabeth Tissot-Guerraz : la commandante
- Éric Leblanc : Ginesté
- Michel Masiero : Desnoyes

## Box office
Le film sort en France le 28 février 2024 dans 317 salles. Il réalise 13 269 entrées pour sa première journée (4123 ap).
En une semaine, 78 789 entrées sont comptabilisées,le film se classe à la neuvième place du box office.
La deuxième semaine d’exploitation est marquée par une chute de 66% des entrées avec seulement  26 894 spectateurs sur 328 salles.